# خوان خوسيه كويانتس
خوان خوسيه غيريرو كولانتيس (بالإسبانية: Juan José Collantes)‏ (من مواليد 7 يناير 1983 في سان فرناندو، قادس) هو لاعب كرة قدم محترف إسباني الذي يلعب لنادي ساباديل في دوري الدرجة الثانية الإسباني، في مركز المدافع الأيمن.

## وصلات خارجية
- خوان خوسيه كويانتس على موقع قاعدة بيانات كرة القدم.إي يو (الإنجليزية)
- خوان خوسيه كويانتس على موقع Soccerbase.com (لاعب) (الإنجليزية)
- خوان خوسيه كويانتس على موقع Soccerway.com (الإنجليزية)
- خوان خوسيه كويانتس على موقع AS.com (الإسبانية)

- BDFutbol profile
- Futbolme profile (بالإسبانية)
- Transfermarkt profile